# Hieracium norrliniiforme
Hieracium norrliniiforme là một loài thực vật có hoa trong họ Cúc. Loài này được Pohle & Zahn mô tả khoa học đầu tiên.